# Gravure sur armes
 (août 2016).
Si vous disposez d'ouvrages ou d'articles de référence ou si vous connaissez des sites web de qualité traitant du thème abordé ici, merci de compléter l'article en donnant les références utiles à sa vérifiabilité et en les liant à la section « Notes et références ».
La gravure sur armes est une technique d'orfèvrerie née avec l'avènement de l'arme à feu à la Renaissance en Europe et notamment en Italie. Elle consiste à embellir une arme en y gravant des motifs décoratifs, pour lui conférer la valeur d'un objet d'art et non plus uniquement d'un objet utilitaire. Les techniques servant à la gravure sur arme sont les mêmes que celles servant à la gravure d'estampe.

## Histoire
L'arme de chasse est apparue avec l'homme. Très vite ces os aiguisés, ces pierres taillées ficelées sur un manche de bois ont été décorées. Mais la gravure sur armes moderne, apparaît avec l'arme à feu, au début de la Renaissance. 
Ce sont alors les crosses des armes, des pièces de bois de noyer ou de poirier qui sont ornées et décorées. Des incrustations de nacre, d'ivoire, d'os ou de métaux précieux constellent les montures des armes à feu. Peu à peu, les pièces métalliques sont à leur tour décorées. Le métal est rayé plus ou moins profondément pour faire apparaître des motifs et des jeux de lumière et d'ombre qui donnent l'illusion du relief.
C'est à la fin du 19e siècle que naît la gravure sur arme à feu moderne et que les crosses, suivant la mode anglaise, sont désormais uniquement quadrillées, sans aucune incrustation.

## Les outils du graveur sur armes
On distingue deux types d’outils, notamment parmi ceux que nous appelons[style à revoir], souvent à tort, burins parce qu’ils ont, pour les non-initiés, la même forme ou presque. Deux familles que le graveur différencie par les termes d’« outils de coupe » et d’« outils de frappe ».

### Les outils de coupe
L’outil de coupe par excellence est le burin. C’est lui dont la pointe va creuser le métal pour le façonner, y imprimer un trait, puis un dessin, créer l’illusion du relief et nous[style à revoir] offrir ainsi la décoration attendue. Il est caractérisé par une pointe en acier trempé de 7 à 8 centimètres, la tige, et par un manche d’acier de 12 à 14 cm dans lequel celle-ci est enserrée et fixée, la poignée.
La section de la pointe du burin peut être carrée ou en losange.Il existe toutes sortes de tailles et de formes de burins. Le burin est frappé par le marteau.
L’échoppe est un petit burin dont la pointe mesure de 7 à 8 centimètres. Elle est enchâssée – alors que l’acier est porté au rouge – dans un manche en buis en forme de champignon. L’échoppe n’est pas frappée avec un marteau mais poussée par la main du graveur. Ce dernier travaille avec son poignet, presque par arrachage de matière et non par coupe comme précédemment.

### Les outils de frappe
L’outil de frappe, à la différence des burins et autres échoppes et fourchettes, ne coupe pas le métal mais en modifie la surface, qu’il écrase, repousse, relève.La plupart de ces outils sont utilisés perpendiculairement à la surface à graver.Ils servent à mater les fonds, les perler, à relever le métal.

## Les techniques

### La taille-douce
La taille-douce est une gravure peu profonde. Il s’agit d’entailler, de rayer de manière superficielle la surface de la pièce à graver de façon à composer un dessin mais aussi à apporter des jeux d’ombres et des effets de perspective qui vont créer la vie et surtout l’illusion du relief. La gravure en taille-douce peut être pratiquée au burin, frappé par le marteau, ou à l’échoppe, poussée à la main. La taille douce est employée pour de fines gravures florales.

### Le bulino
Le bulino est une forme de gravure récente, inventée en Italie dans la seconde moitié du xxe siècle et littéralement plébiscitée depuis. Dans ce pays, le mot bulino désigne à l’origine le burin, et plus particulièrement l’échoppe. Mais récemment, et de façon inattendue, le terme a donc été élargi à cette technique de gravure à part entière, aussi prisée que controversée : le pointillisme. Empruntant à la technique photographique ou aux pixels de nos écrans d’ordinateurs, le bulino consiste à recouvrir la surface à graver d’une très grande quantité de points afin que, lorsque le regard s’éloigne du métal, apparaissent une scène, un paysage, des animaux, en un mot un motif.

### Le fond creux
Le fond creux, également appelé champlevé ou damasquinage, est une gravure destinée à apporter du relief à l’ornementation. Iil s’agit de creuser le fond tout autour du sujet principal pour le rehausser visuellement.En creusant les fonds autour de l’élément à mettre en valeur, on lui apporte ce relief, cette force qui vont le faire se détacher de façon nette.Pour accroître cette impression, le graveur a également recours à certains artifices techniques. Il peut notamment mater ou perler les fonds afin de les noircir visuellement et leur donner ainsi plus de profondeur encore. Les fonds creux sont particulièrement adaptés à des scènes de chasse ou animalières ainsi qu’aux 
motifs floraux.

### La ciselure
La ciselure est une gravure profonde, massive qui se rapproche beaucoup de la sculpture. Il ne s'agit plus de créer une illusion de relief par un trompe l'œil ou par des ombrages mais bien de modeler l’acier, de le façonner afin de lui donner une troisième dimension.

### L’incrustation or
L’incrustation or consiste à insérer à la surface de l’acier de la bascule, des corps de platines, de la clé, du pontet, bref de toutes les parties métalliques de l’arme, un autre métal, plus noble et plus précieux que le premier, mais surtout plus malléable, puisqu’il va être assujetti à l’acier et maintenu en place par sa seule déformation mécanique au moyen d’une queue d’aronde creusée dans le support. On distingue deux formes d’incrustation de métal : l’incrustation arasée où l’or affleure l’acier de la bascule et l’incrustation en relief, où cette fois l’incrustation forme une surépaisseur régulière.

## Les thèmes
Les thèmes de gravure sur armes les plus connus sont les motifs floraux et notamment les feuilles d’acanthe, de houx et d’olivier ou de chêne, les scènes animalières et de chasse, les chimères et monstres, mais aussi les chevaux, les voitures de course, bref tout ce qui fait partie de l’imaginaire et du quotidien du commanditaire de la gravure ou du graveur sur armes.